# Политехнический институт Нью-Йоркского университета

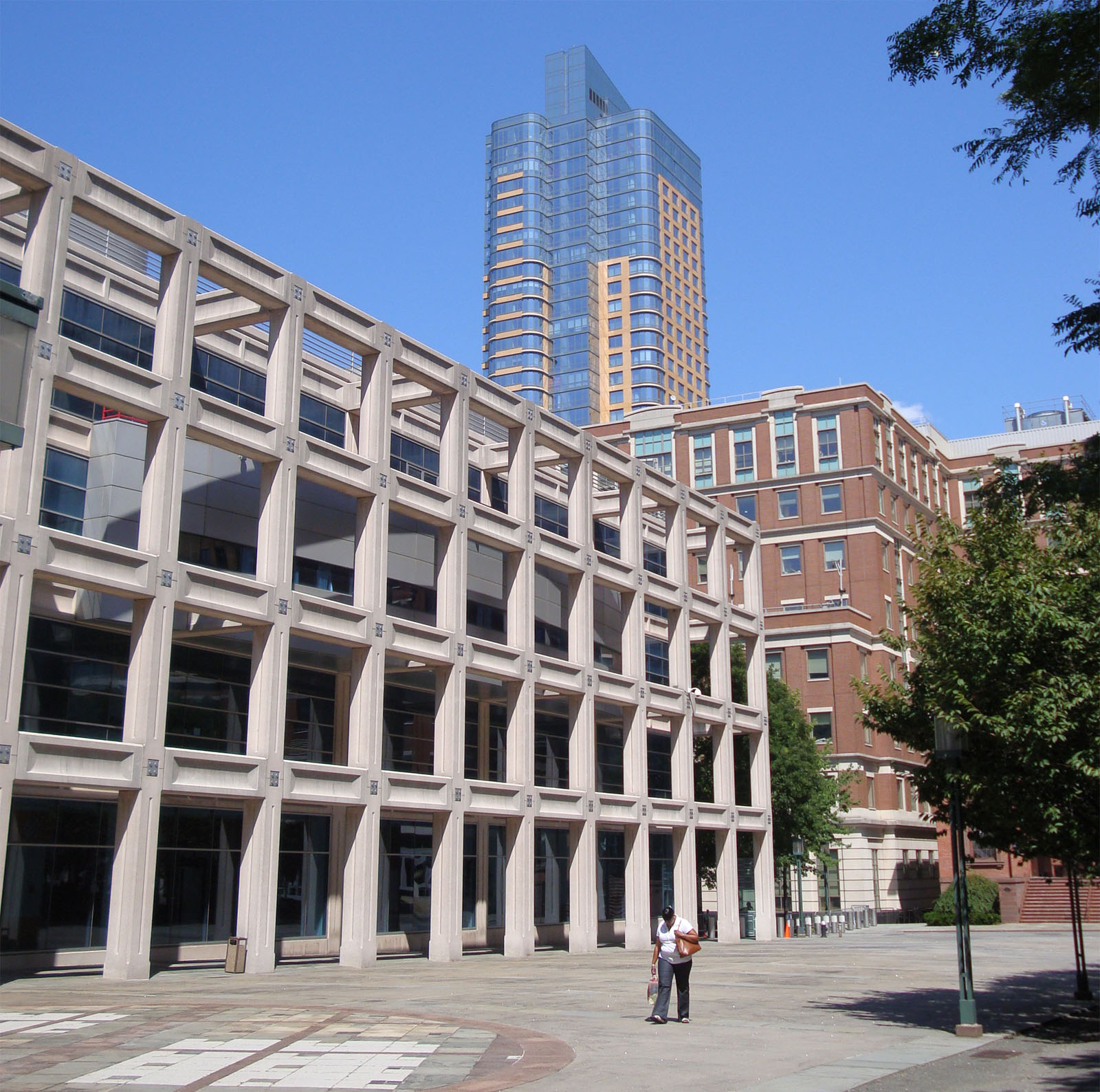
Библиотечный корпус на фоне городской инфраструктуры

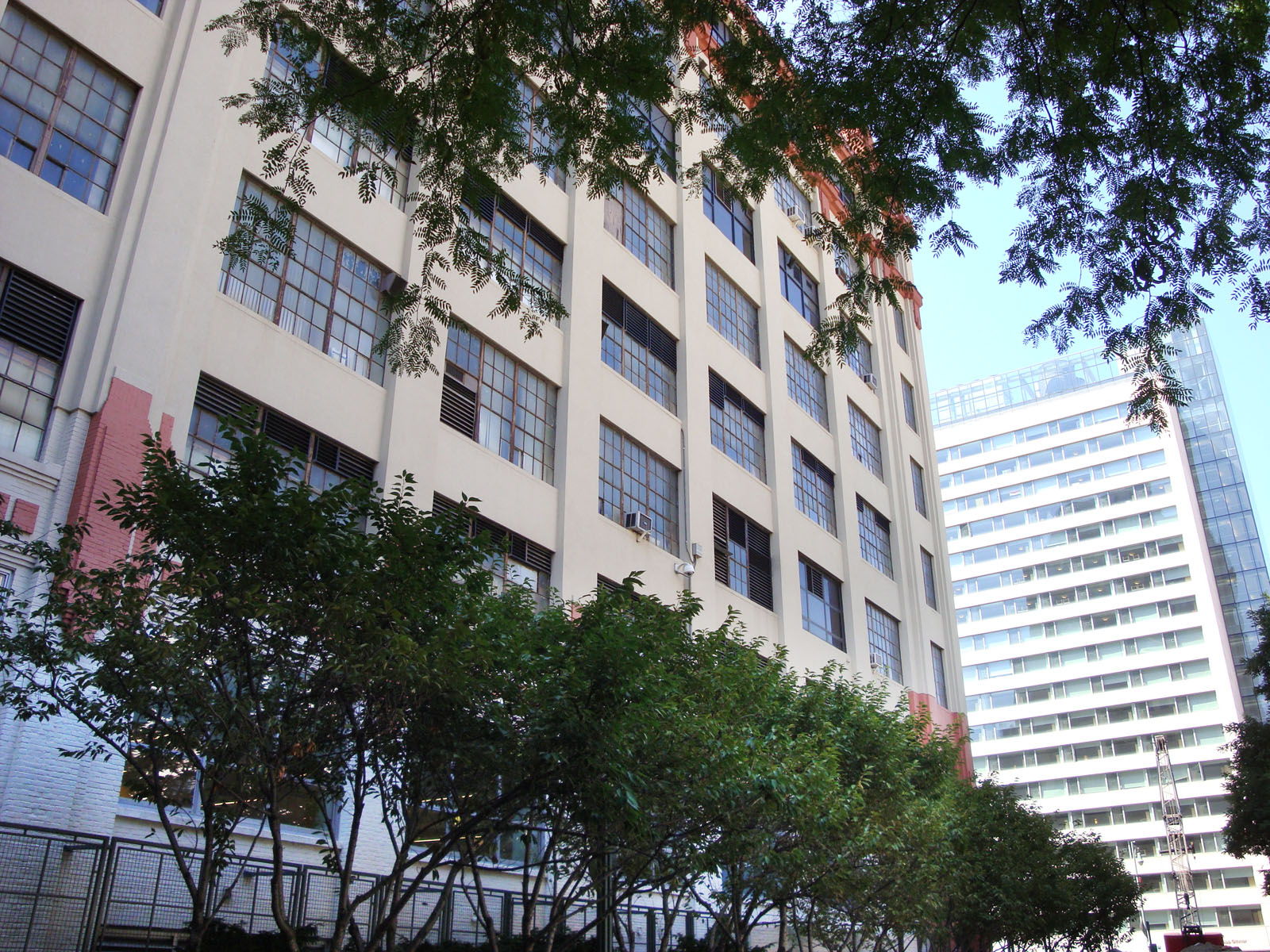
Главный учебный корпус Roger’s Hall

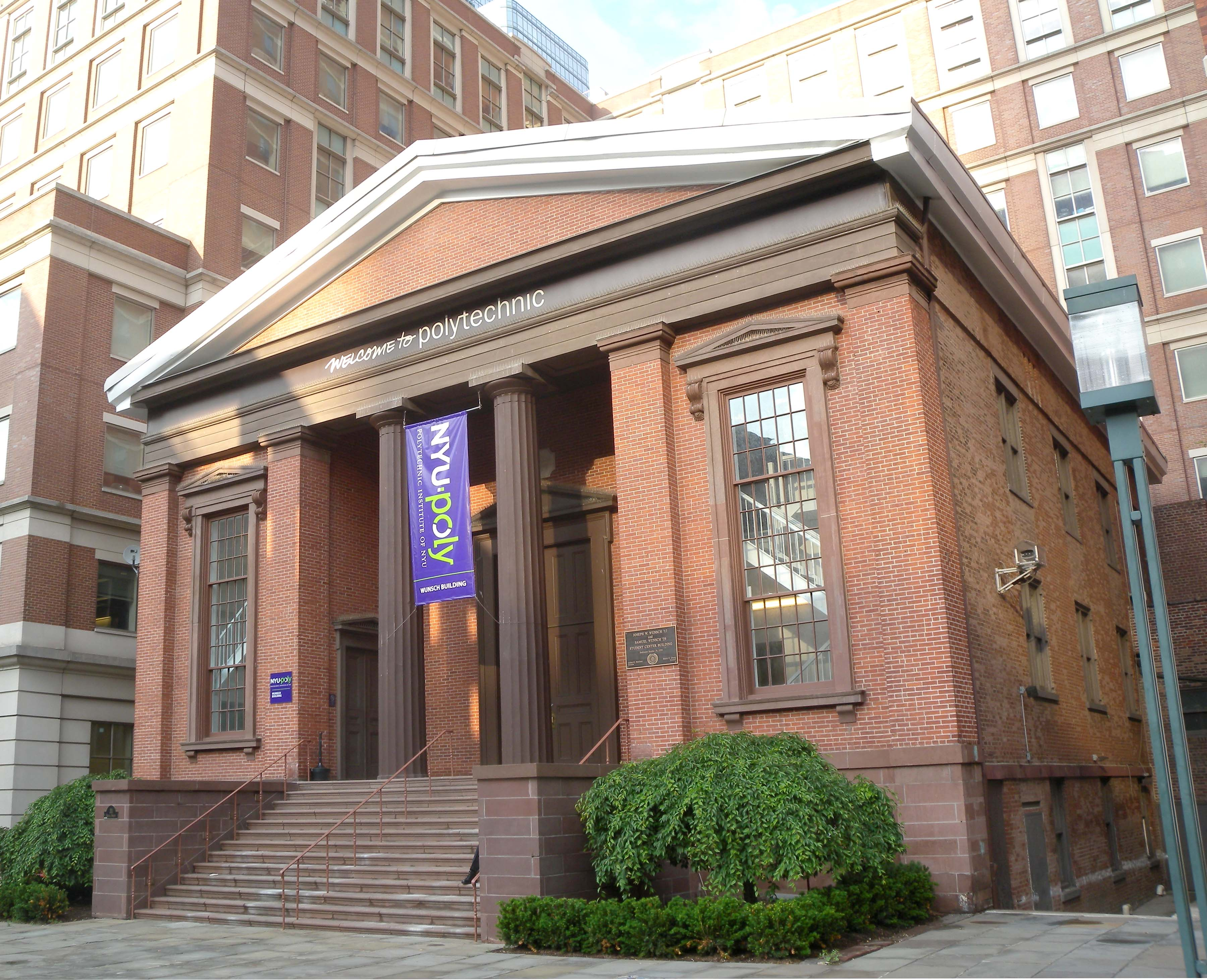
Wunsch Building

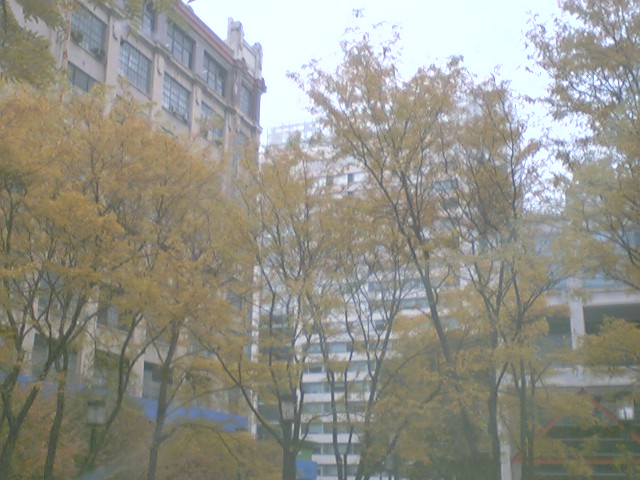
В подворье института

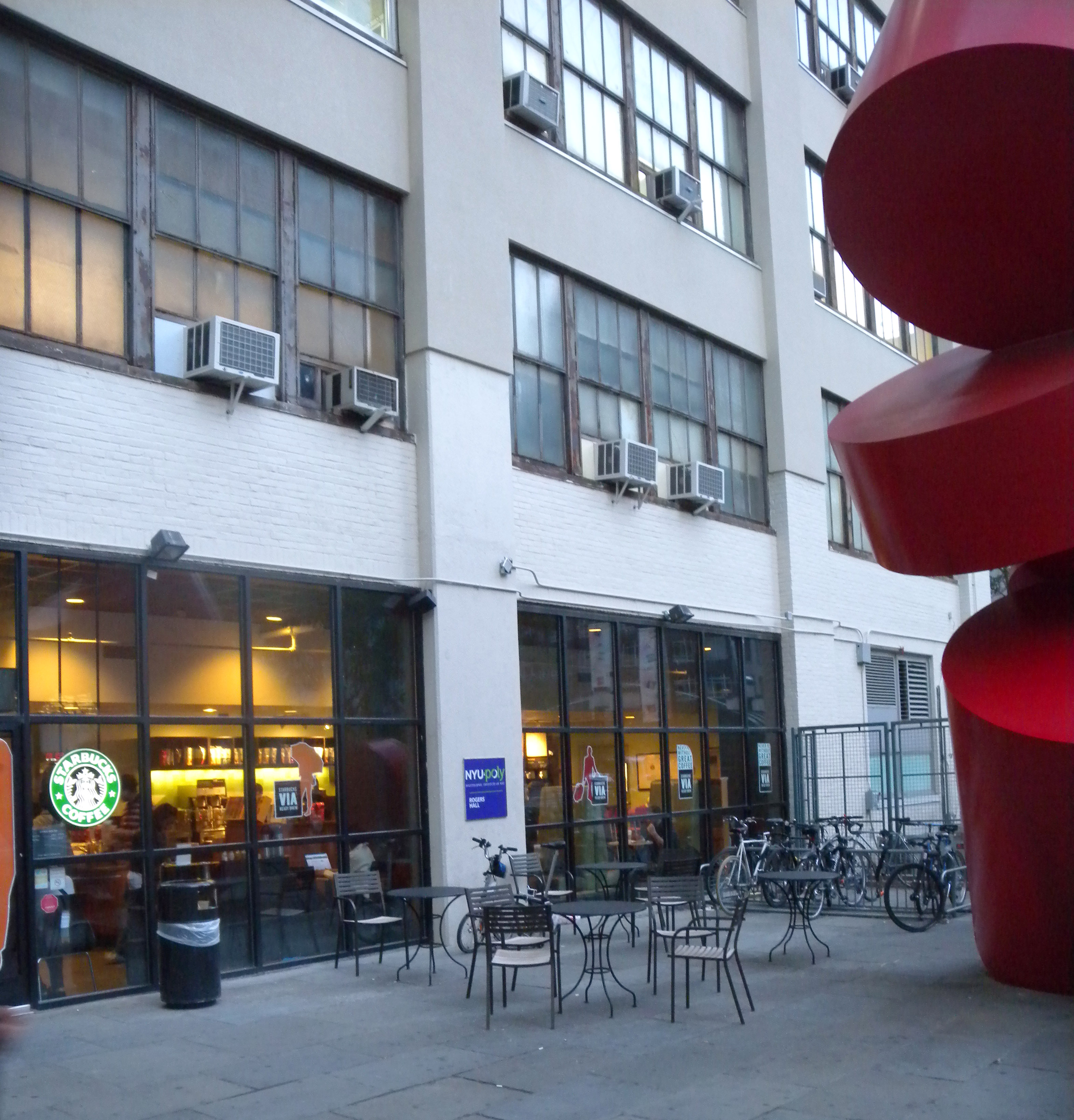
Главный корпус института

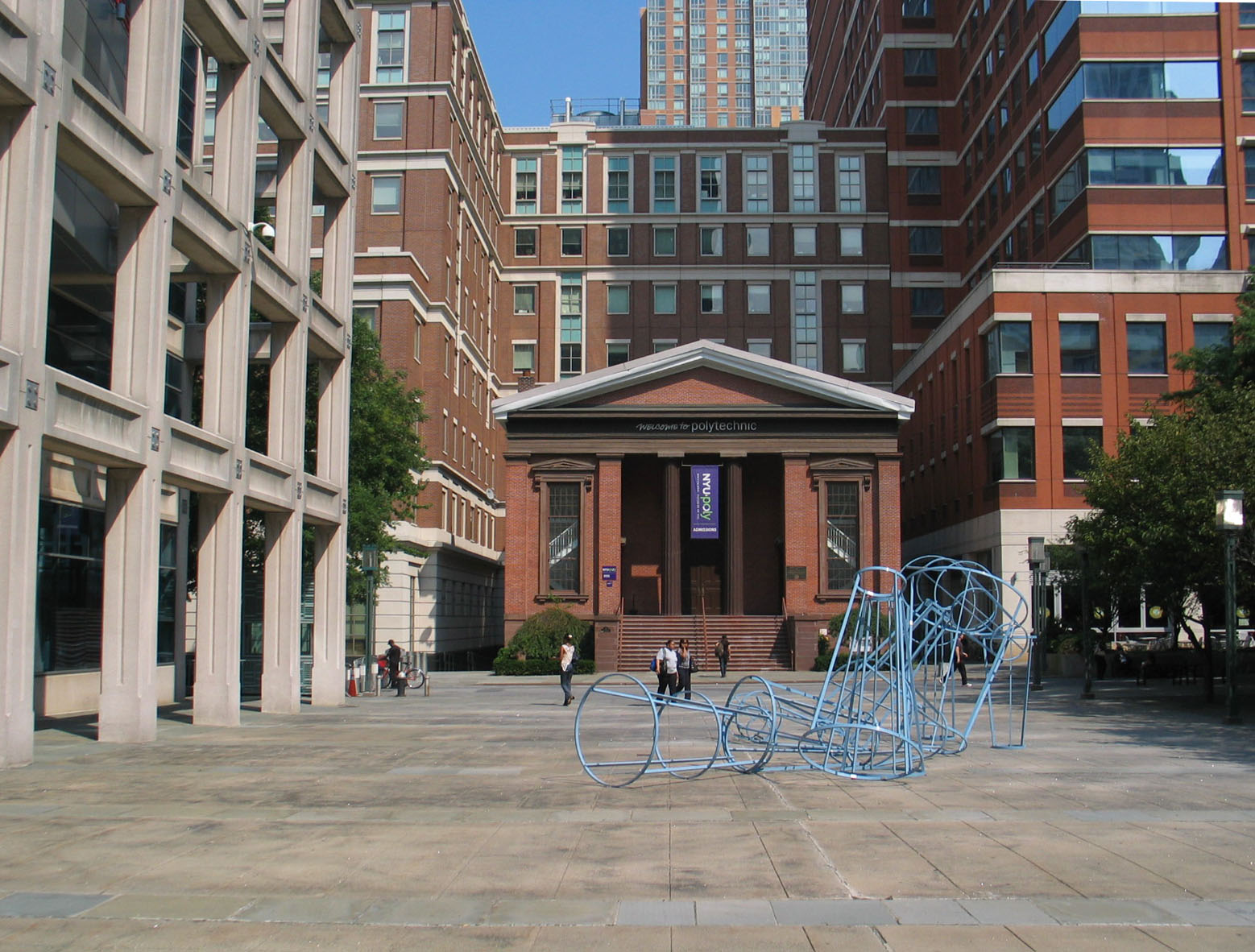
Аутентичное здание Ванча идеально вписалось в современный архитектурный стиль комплекса Метротек, в который также входят здания Политеха, такие как Библиотека Дибнера — слева

Политехнический институт Нью-Йоркского университета (англ. Polytechnic Institute of New York University) — одно из 18 подразделений, входящих в Нью-Йоркский Университет. 
Основанный в 1854 году, институт является одним из старейших частных технических учебных заведений в США. Система образования основана на европейской модели политехнического университета. Особое внимание уделяется техническим дисциплинам и прикладным наукам. Главное отделение института находится в районе Нью-Йорка Бруклин, в центре Метротек, который является индустриально-университетским технопарком.

## Структура
Специализацией института в преподавании и исследованиях выбраны электротехника, информатика и химия.
Факультеты
- Химической и биологической инженерии
- Химических и биологических наук
- Гражданское строительство
- Вычислительной техники и информатики
- Электротехники и вычислительной техники
- Финансов и рисков
- Гуманитарных и социальных наук
- Управления
- Математический
- Механики, аэрокосмической техники и машиностроения
- Физический

## Филиалы института
Главным филиалом учебного заведения является кампус в центре Бруклина, он находится поблизости от общественного транспорта и от городских достопримечательностей. Помимо бруклинского кампуса, институт имеет филиалы в пригородном районе Лонг-Айленд, а также на Манхэттене. У института имеются программы обмена студентами с Израилем, Китаем и Ближним Востоком. NYU Poly имеет программы, аффилированные с отделениями Нью-Йоркского университета в Абу-Даби и Шанхае, а также с центром городского планирования Нью-Йоркского университета, находящимся в центре Бруклина.

### Бруклинский кампус
- Roger’s Hall — главный академический корпус: 8 этажей, основан в здании бывшей фабрики безопасных бритв содержит аудитории лаборатории, столовую на 1-м этаже.
- Библиотека Берна Динбера : 4 этажа, верхние два из которых — академическая библиотека, остальные три этажа содержат, в основном, лаборатории, а также офисы профессоров кафедры компьютерных наук, и электронной инженерии. Кафедра компьютерных наук находится на 2-м этаже. Там же расположен и Центр передовых технологий в области телекоммуникаций (CATT) На 1-м этаже находится зрительный зал (он же и лекторий). Здание открылось в 1990-м году.
- Учебный корпус Отмера: 7 этажей, на верхних аудитории, лаборатории, и офисы профессоров. На нижних — спортзал занимающий два этажа, тренажерный зал, а также входной павильон. Построен в 2002-м году, является фактически пристройкой к главному учебному корпусу Roger’s Hall
- Jacob's building — административный корпус: 5 этажей, размещает в себе административные офисы, а также отдел трудоустройства студентов. Сообщается с Roger’s Hall.
- Wunsch Building (Здание Ванча) — включает в себя отдел приема студентов, а также клубы и культурные организации. Здание построено в 1847-м году, когда оно служило церковью для чернокожих, а также станцией «Подпольной Железной Дороги» для освобождения людей из рабства. В 1981-м году это здание было признано исторической достопримечательностью. В 1996-м году присоединилось к Политехническому Институту.

Институт сыграл большую роль в содержании центра Метротек, одного из крупнейших технопарков в Нью-Йорке и США, в то время как это стоило закрытия загородного кампуса на Лонг-Айленде. Сегодня 16-акровый (65,000 m²) комплекс «Метротек» стоимостью миллиард долларов включает в себя главный кампус Политеха, а также такие технические компании, как Securities Industry Automation Corporation (SIAC), колл-центр Полицейского Департамента, Штаб-квартиру департамента пожарной охраны, а также операционно-технологический центр известного банка JPMorgan Chase.

### Лонг-Айлендский кампус
В 1961 году институт открыл отделение (кампус) на острове Лонг-Айленд площадью в 25 акров, рядом с аэропортом местного значения в городке Фармингдейл. Этот кампус просуществовал до 2002 года, после чего оставшиеся кафедры (только уровня аспирантуры) перешли в филиал, находящийся в Melville Corporate Center. Ныне сей филиал находится по соседству с Huntington Quadrangle, в одном здании с компанией Agilent Technologies, которая изготавливает электронное оборудование. Соседом филиала является компания InterDigital, разработчик сотовых сетей. Аспирантурные программы на Лонг-Айленде расширились до электрофизики, системной инженерии, телекоммуникационных сетей и сотовых инноваций.

### Манхэттенский филиал
Находясь в Даунтауне Манхэттена, этот филиал содержит факультет Финансовой Инженерии, Технологического Менеджмента, Информационного Менеджмента, и Ускоренного технологического Менеджмента, а также там можно получить сертификат по специальности Строительный Менеджмент Exec 21.

## История
17 Мая 1853 года группа бизнесменов из Бруклина разработала Устав учебного заведения для молодых мужчин.

1854 год, институт переехал в своё первое арендованное под него здание на улице Ливингстон, 99 (в центре Бруклина).

10 сентября 1855 года начались занятия, первый набор — 265 молодых людей, в возрасте от 9 до 17 лет.

С 1889 по 1973 год институт был известен как «политехнический институт Бруклина» (часто называли «ПИБ» и «Бруклин Поли»).

1871 год, в институте впервые присвоена степень бакалавра.

1901 год, начались первые последипломные программы.

1917 год, создано подготовительное отделение.

1921 год, впервые присуждена докторская степень.

1942 год, основан научно-исследовательский институт полимеров.

1945 год, основан научно-исследовательский институт микроволновых исследований.

1957 год, институт переехал на своё нынешнее месторасположение (333 Джей стрит, на месте бывшего завода безопасных бритв).

1973 год, Нью-Йоркский университет из-за финансовых трудностей был вынужден продать университетский кампус Heights (где была расположена инженерная школа).

1983 год, создан Центр передовых технологий в области телекоммуникаций (CATT).

1985 год, школа получила статус университета и была переименована в политехнический университет.

2008 год, изменение названия на Политехнический институт Нью-Йоркского университета, в связи с вхождением в структуру Нью-Йоркского университета (школа техники и технологии в Нью-Йоркском университете).

2014 год, изменение названия на Политехническая школа инженерии Нью Йоркского Университета (англ. New York University Polytechnic School of Engineering) В результате полного слияние с Нью Йоркским Университетом.

2015 год, изменение названия на Иститут Инженерии Нью Йокрского Университета, имени Тэндона. (англ. New York University Tandon School of Engineering)

## Названия
1854: Бруклинский колледж и политехнический институт (наименование при основании)

1889: Политехнический институт Бруклина (при выделении подготовительного отделения)

1973: Политехнический институт Нью-Йорка (объединение с Нью-Йоркским Университетом Инженерной науки)

1985: Политехнический университет (приобретен статус университета)

2008: Политехнический институт Нью-Йоркского университета (официально связан с Нью-Йоркским университетом)

2014: Политехническая школа инженерии Нью Йоркского Университета (англ. New York University Polytechnic School of Engineering)
2015: Иститут Инженерии Нью Йокрского Университета, имени Тэндона.

## Известные выпускники
- См.: Категория:Выпускники Политехнического института Нью-Йоркского университета